# 수내고등학교
분당 수내고등학교(藪內高等學校)는 대한민국 경기도 성남시 분당구 수내동에 있는 공립 고등학교이다.

## 학교 연혁
- 1996년 1월 13일 : 36학급 설립인가 (남여 공학, 학년별 12학급)
- 1996년 3월 1일 : 초대 허수흥 교장 취임
- 1996년 3월 7일 : 개교 및 제1회 입학식 (남 368명, 여 239명 12학급 607명)
- 1997년 12월 31일 : 18개 교실 증축 완공 (4,5층 교사건물 완성)
- 1999년 2월 10일 : 제1회 졸업식 (552명)
- 1999년 4월 9일 : 학교급식소 준공 (300석)
- 2002년 3월 4일 : 신지식학교 인증 (경기도 교육감 윤옥기)
- 2003년 10월 4일 : 다목적 체육관 (수내홀) 개관식
- 2006년 7월 24일 : 급식실 2개실 증축 완공(414석)
- 2014년 2월 7일 : 제16회 졸업식(410명, 총 7,969명)
- 2023년 9월 1일 : 제12대 정재아 교장 취임
- 2024년 1월 9일 : 제26회 졸업식(남 123명, 여 101명 9학급 224명)
- 2024년 3월 4일 : 제29회 입학식(남 153명, 여 109명 9학급 244명)

## 참고 자료
- 수내고등학교 - 한국교육학술정보원 학교알리미